# Аугла, Али
Али Аугла (англ. Ali Auglah; род. 11 марта 2002, Австралия) — австралийский футболист, нападающий клуба «Макартур».

## Карьера

### Клубная
Аугла — воспитанник клубов «Маркони Сталионс» и «Уэстерн Сидней Уондерерс». В 2019 году для получения игровой практики Али начал выступать за дублирующую команду последнего. 11 января 2020 года в матче против «Веллингтон Феникс» он дебютировал в Эй-лиге.

### В сборной
В 2019 году в составе юношеской сборной Австралии Аугла принял участие в юношеском чемпионате мира в Бразилии. На турнире он сыграл в матчах против команд Нигерии и Франции.